# Annali di Tigernach
Gli Annali di Tigernach (AT) sono una cronaca forse nata a Clonmacnoise (Irlanda) e scritta in un misto di latino, antico irlandese e medio irlandese. Molte delle notizie per le epoche più antiche derivano dal manoscritto Rawlinson B 502 (XII secolo). Ma l'importanza di questa cronaca riguarda i periodi 489-766, 973–1003 e 1018–1178, provenienti dal manoscritto Rawlinson B 488 (XIV secolo). Il periodo 766-973 è andato perduto, ma sopravvive in forma epitomata nella Cronaca degli scoti. Carente anche il periodo 718-804, il cui contenuto è però in gran parte desumibile dalla dubbia Cronaca d'Irlanda (che a sua volta deriva in parte dalla Cronaca di Iona), da cui derivano a loro volta gli Annali dell'Ulster e gli Annali di Inisfallen. Kathleen Hughes ipotizza che gli Annali dell'Ulster e gli Annali di Tigernach differiscano a volte dalla Cronaca d'Irlanda per il periodo precedente all'anno 913.